# Johann Friedrich Fritze (Mediziner)

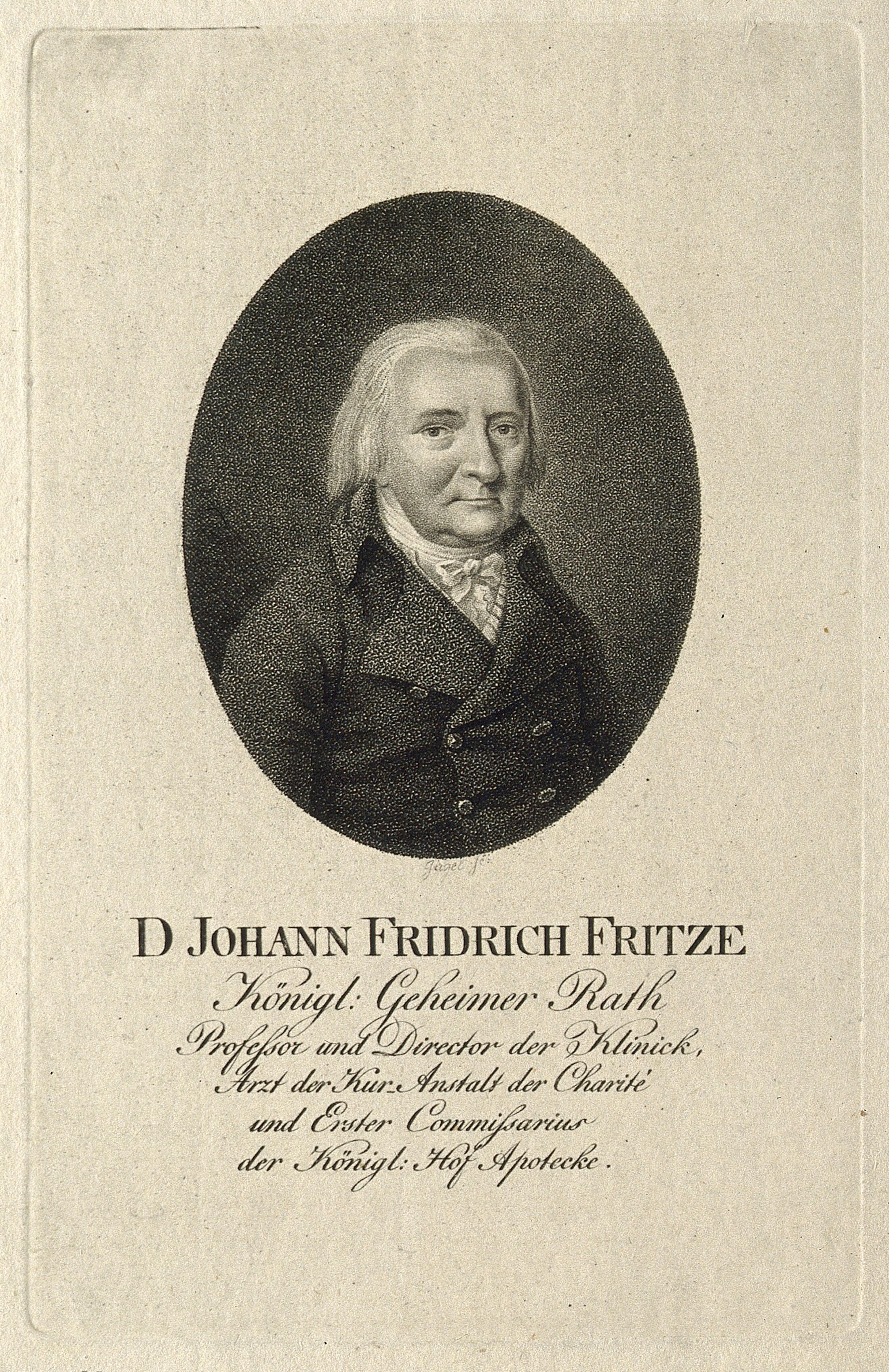
Johann Friedrich Fritze nach einem Kupferstich von J. F. Jügel (1772–1833)

Johann Friedrich Fritze, auch Friedrich Fritze (* 3. Oktober 1735 in Magdeburg; † 9. April 1807 in Berlin), war ein deutscher Mediziner, Militärarzt, Kliniker und Hochschullehrer.

## Leben

### Familie
Johann Friedrich Fritze heiratete 1765 in Berlin Friederike Philippine (* 21. November 1744 in Berlin; † 29. März 1803 ebenda), Tochter des Regimentsquartiermeisters Joachim Christoph Witte (1666–1742). Seine Schwägerin Johanna Dorothee Witte (1741–1822) war mit Johann Friedrich von Eisenhart (1733–1804) verheiratet, deren gemeinsamer Sohn war der spätere Generalmajor Friedrich von Eisenhart. Seine weitere Schwägerin Antoinette Amalie Witte war mit Johann Gottfried Braun (1736–1778), Kriegs- und Domänenrat, verheiratet; deren gemeinsamer Sohn war der spätere Generalleutnant Johann Carl Ludwig Braun.
Gemeinsam mit seiner Ehefrau hatte Johann Friedrich Fritze die zwei Söhne Friedrich Wilhelm Fritze (* 23. Juni 1766; † 6. März 1804 in Berlin), Professor am Collegium medico-chirurgicum und Friedrich Heinrich (* 24. März 1768; † 5. Januar 1808 in Berlin), königl. geh. Secretair sowie die zwei Töchter Friedrica Heinrietta (* 24. März 1768) und Friedrica Caroline Augusta (* 19. Februar 1770).

### Werdegang
Johann Friedrich Fritze studierte an der Universität Leipzig sowie der Universität Halle Medizin und promovierte 1756 bei Johann Juncker mit seiner Dissertation Dissertatio de usu corticis peruviani discreto et sollertius experimentando zum Dr. med.
Er war sieben Jahre Feldarzt in der Preußischen Armee und nahm in dieser Zeit am Siebenjährigen Krieg teil. Um 1760 geriet er in der Festung Schweidnitz (siehe auch Belagerungen von Schweidnitz im Siebenjährigen Krieg) in Gefangenschaft, konnte jedoch einige Tage darauf befreit werden und lernte hierdurch den König Friedrich II. persönlich kennen, der ihm eine Versorgung in Berlin versprach.
1764 wurde er als Professor der Therapie an das Collegium medico-chirurgicum nach Berlin berufen und errichtete dort 1789 ein Klinisches Institut. 1798 wurde er dann zweiter Arzt der Charité und leitete die Abteilung für Geisteskrankheit und Epilepsie; noch vor seinem Tod folgte ihm Ernst Horn als zweiter Arzt.
Zu seinen Studenten gehörten unter anderem Johann Friedrich Küttlinger und Johann Karl Osterhausen.

### Berufliches Wirken
Am Collegium medico-chirurgicum las Johann Friedrich Fritze über medizinische Klinik, Therapie, Fieberlehre, Feldkrankheiten und Venerologie und hatte die Aufsicht über die Pensionärchirurgen (Assistenten) und die auszubildenden jungen Wundärzte, die von der im Jahr 1795 begründeten neuen militär-ärztlichen Bildungsanstalt, der Pépinière, an die Charité gesandt wurden.
In seinem 1789 gegründetem Klinischen Institut am Collegium medico-chirurgicum, das zunächst aus zwölf Betten bestand, versammelte er Patienten mit einem ausgesuchten Krankenbild. An diesen Patienten demonstrierte er den auszubildenden Ärzten die entsprechenden Krankheiten und deren Behandlungsmethoden; dies hatte den Vorteil, dass die Ärzte keine zufällige Vielzahl von Patienten und deren Krankheitsbilder zu sehen bekamen.
1790 veröffentlichte er sein unter praktischen Gesichtspunkten geschriebenes Handbuch über venerische Krankheiten.
Er vertrat die Ansicht, dass Tripper und Schanker verschiedene Krankheiten sind; in seinen späteren Jahren gehörte er zu den Anhängern des Brownianismus, eine medizinische Reformbewegung, die vor allem unter den praktischen Ärzten als Gegenentwurf zur traditionellen Therapie sehr populär war.
1801 erhob er die Anschuldigung, dass Friedrich Schleiermacher und dessen Kollege Heinrich Wilhelm Ferdinand Klaproth (1771–1864) einer Patientin die Kommunion verweigert hätten; Friedrich Schleiermacher verwahrte sich durch mehrere Eingaben an das Armendirektorium sowie beim Kirchendirektorium gegen diesen Vorwurf. Das Armendirektorium ließ die Angelegenheit ohne abschließende Stellungnahme auf sich beruhen.

## Ehrungen und Auszeichnungen
1787 wurde Johann Friedrich Fritze durch den König Friedrich Wilhelm II. zum Geheimrat ernannt.

## Mitgliedschaften
Johann Friedrich Fritze trat 1754 in Halle in die Loge Philadelphia zu den drei goldenen Armen der Großen Landesloge der Freimaurer von Deutschland ein und war in Berlin Mitglied der Großen National-Mutterloge zu den drei Weltkugeln; sein Ordensname war Eques a serpente.

## Schriften (Auswahl)
- Johann Juncker; Johann Friedrich Fritze: Dissertatio de usu corticis peruviani discreto et sollertius experimentando. Halle 1756.
- Nachrichten von einem neu errichteten klinischen Institut beim königlichen Collegium medico-chirurgico zu Berlin. Berlin 1789.
- Handbuch über die venerischen Krankheiten. Rottmann, Berlin 1790.
- Annalen des Klinischen Instituts zu Berlin.
  - Band 1. Rottmann, Berlin 1791.
  - Band 2. Rottmann, Berlin 1792.
  - Band 3. Rottmann, Berlin 1794.
- Johann Friedrich Fritze; Giovanni Battista Monteggia: Compendio sulle malattie veneree. Pirotta e Maspero, Milano 1806